# Come musica
Come musica è un singolo del cantautore italiano Jovanotti, pubblicato il 20 ottobre 2008 come quarto estratto dal dodicesimo album in studio Safari.
È stato frequentemente trasmesso in radio, raggiungendo la posizione numero 1 dell'airplay.

## Formazione
- Jovanotti – voce
- Saturnino – basso
- Riccardo Onori – chitarra
- Michael Landau – chitarra
- Alex Alessandroni Jr. – pianoforte
- Franco Santarnecchi – tastiera
- Alessandro Cortini – sintetizzatore modulare
- Mylious Johnson – batteria
- Lenny Castro – percussioni
- Marco Tamburini – tromba
- Roberto Rossi – trombone
- Glauco Benedetti – tuba
- Celso Valli – archi
- Valentino Corvino – violino

## Classifiche
| Classifica (2008) | Posizione massima |
| ----------------- | ----------------- |
| Italia            | 8                 |

### Classifiche di fine anno
| Classifica (2008) | Posizione |
| ----------------- | --------- |
| Italia            | 48        |